# OSCE
OSCE – Organisationen for Sikkerhed og Samarbejde i Europa (engelsk: The Organization for Security and Co-operation in Europe) blev oprettet i 1973 som CSCE (Konference for Sikkerhed  og Samarbejde i Europa), men man ændrede navnet i 1990 i forbindelse med en revision af opgaverne efter kommunismens sammenbrud.
Det er verdens største regionale sikkerhedsorganisation med 56 deltagende lande fra Europa, Centralasien og Nordamerika. Organisationen beskæftiger sig med  konfliktforebyggelse, krisestyring og genopbygning.
Hovedkvarteret ligger  i Wien i  Østrig, og man  har kontorer og institutioner i både København, Geneve, Haag, Prag og Warszawa.
OSCE har aktive projekter i 18 forskellige lande i Balkan, Kaukasus og Centralasien.

## Samarbejdspartnere
Udover medlemmerne samarbejder OSCE med en række andre lande:
- Algeriet
- Egypten
- Israel
- Jordan
- Marokko
- Tunesien
- 1992 Japan
- 1994 Sydkorea
- 2000 Thailand
- 2003 Afghanistan
- 2004 Mongoliet
- 2009 Australien

## Budget
- 2007 € 186.200.000
- 2006 € 186.200.000
- 2005 € 186.600.000
- 2004 € 180.800.000
- 2003 € 165.500.000
- 2002 € 167.500.000
- 2001 € 194.500.000
- 2000 € 202.700.000
- 1999 € 146.100.000
- 1998 € 118.700.000
- 1997 € 43.300.000
- 1996 € 34.900.000
- 1995 € 18.900.000
- 1994 € 21.000.000
- 1993 € 12.000.000

## OSCE's formænd
- 2014: Didier Burkhalter fra Schweiz
- 2008: Ilkka Kanerva, senere Alexander Stubb fra Finland
- 2007: Miguel Ángel Moratinos fra Spanien
- 2006: Karel De Gucht fra Belgien
- 2005: Dimitrij Rupel fra Slovenien
- 2004: Solomon Passy fra Bulgarien
- 2003: Jaap de Hoop Scheffer, senere Bernard Rudolf Bot fra Nederländerna
- 2002: Jaime Gama, senere Antonio Martins da Cruz fra Portugal
- 2001: Mircea Dan Geoana fra Rumænien
- 2000: Wolfgang Schüssel, senere Benita Ferrero-Waldner fra Østrig
- 1999: Knut Vollebæk fra Norge
- 1998: Bronislaw Geremek fra Polen
- 1997: Niels Helveg Petersen fra Danmark
- 1996: Flavio Cotti fra Schweiz
- 1995: László Kovács fra Ungarn
- 1994: Beniamino Andreatta, senere Antonio Martino fra Italien
- 1993: Margaretha af Ugglas fra Sverige
- 1992: Jiří Dienstbier, senere Jozef Moravčík fra Tjekkoslovakiet
- 1991: Hans-Dietrich Genscher fra Tyskland

Formand er udenrigsministeren fra det land, som indehaver formandsposten.